# Gérard Chevrier
Gérard Chevrier, en latin Gerardus Capriarius ou Gerardus Capriarius, également transcrit par Géraud Chabrier, de même sens, mort entre 1074 et 1082, est évêque de Sisteron de 1060 à sa mort. Il est vers 1040/42, l'un des réformateurs de la prévôté de Saint Laurent d'Oulx.
Très peu de choses, à son propos, sont parvenues jusqu'à nous et surtout au travers de documents de seconde main. Il est néanmoins l'un des évêques de Sisteron parmi les plus importants car il officialise le système, assez rare en France, de « concathédrale », en instituant à Forcalquier, une église cathédrale et un chapitre cathédral concurrents de ceux de Sisteron.

## Biographie
L'obituaire du chapitre de Forcalquier indique les principales étapes de sa carrière, la date de sa mort et fournit sa version de l'origine du patronyme de Gérard Chevrier : « Eoden die obiit Geraldus Capriarius, episcopus noster et Ulciensis canonicus. Iste fuit de fondatoribus Ulciensis monasterii et factus Sistaricensis episcopus, immensa beneficia contulit ecclesie Sancti Marii, sicut in cartis hujus ecclesie habetur, et dictus est Caprarius quia primum pauper et capras 'custodibat', ut Ulciences canonici dicunt. » (« Ce même jour Gérard Chevrier, notre évêque et chanoine d'Oulx a quitté ce monde. Il fit partie des fondateurs du monastère d'Oulx et fut fait évêque de Sisteron, il conféra à l'église Saint Marius d'immenses privilèges comme le démontrent les archives de cette église, il est appelé Chevrier car il était pauvre dans ses débuts et gardait des chèvres, ainsi que le racontent les chanoines d'Oulx »).
Le deuxième document qui atteste son identité avec le prêtre Gérard de la donation de Ponce de Bardonnèche qui est l'un des documents fondateurs de la prévôté de Saint Laurent d'Oulx, est une donation, faite par Guillaume et Rorgon, leurs épouses et leurs enfants cèdent à ce même établissement les droits qu'ils exercent sur l'église Saint Jean-Baptiste de Salbertrand et dans laquelle Gérard, évêque de Sisteron, et Cunibert (it), évêque de Turin menacent d'excommunier et de vouer aux flammes de l'enfer tout homme ou toute femme qui tenteront de s'opposer ou de casser cet arrangement.
Géraud Chabrier fait partie du clergé qui appliqua la réforme grégorienne visant à assainir les mœurs du clergé et mettre fin au détournement de ses biens. Lié à Cunibert, évêque de Turin, il est nommé en 1058 pour achever la réforme de la congrégation de Saint-Laurent d'Oulx.
Il est ensuite appelé par le concile d'Avignon à prendre en charge le diocèse de Sisteron, qui est dépourvu de titulaire depuis plusieurs années et qui est géré par des laïcs avec l'accord tacite du chapitre cathédral. En effet, après la mort de Pierre Ier († v. 1040/42), issu de la famille des Nice-Orange, son frère, Rambaud de Nice, entretient la vacance du siège.
Gérard se rend à Rome recevoir la bénédiction du pape et des documents confirmant son autorité. Cependant, il ne peut prendre possession de sa fonction à Sisteron et ne peut même pas traverser la ville ; il est également rejeté partout dans son diocèse, sauf à Forcalquier où se trouvait un chapitre canonial. C'est là qu'il s'installe, pour reprendre en main l'administration de son évêché. Il élève la collégiale Saint-Mary au rang de cocathédrale, institution unique en Occident, et abaisse ainsi Sisteron
Il rencontre également des difficultés dans la réforme de l'abbaye de Cruis qu'il donne aux moines de l'abbaye de Saint-Victor afin qu'ils y implantent leurs pratiques. Mais les moines de Cruis font appel au pape, qui prend l'abbaye sous sa protection en 1074, menaçant même Géraud Chabrier. Finalement, l'efficacité de son action est peut-être restée limitée
Varano (2011), à la suite de la Gallia christiana novissima - GCN, relève que la date de sa mort n'est pas connue. Elle se place entre ce dernier acte de mention de 1074, et les auteurs considèrent qu'il a pu vivre au-delà, peut-être jusqu'en 1082 (Obituaire de Saint-Mary). La GCN indique que le jour de sa mort, selon l'Obituaire de Saint-Mary, se place le 25 octobre et que son corps est inhumé à Forcalquier.